# Ładowacz czołowy

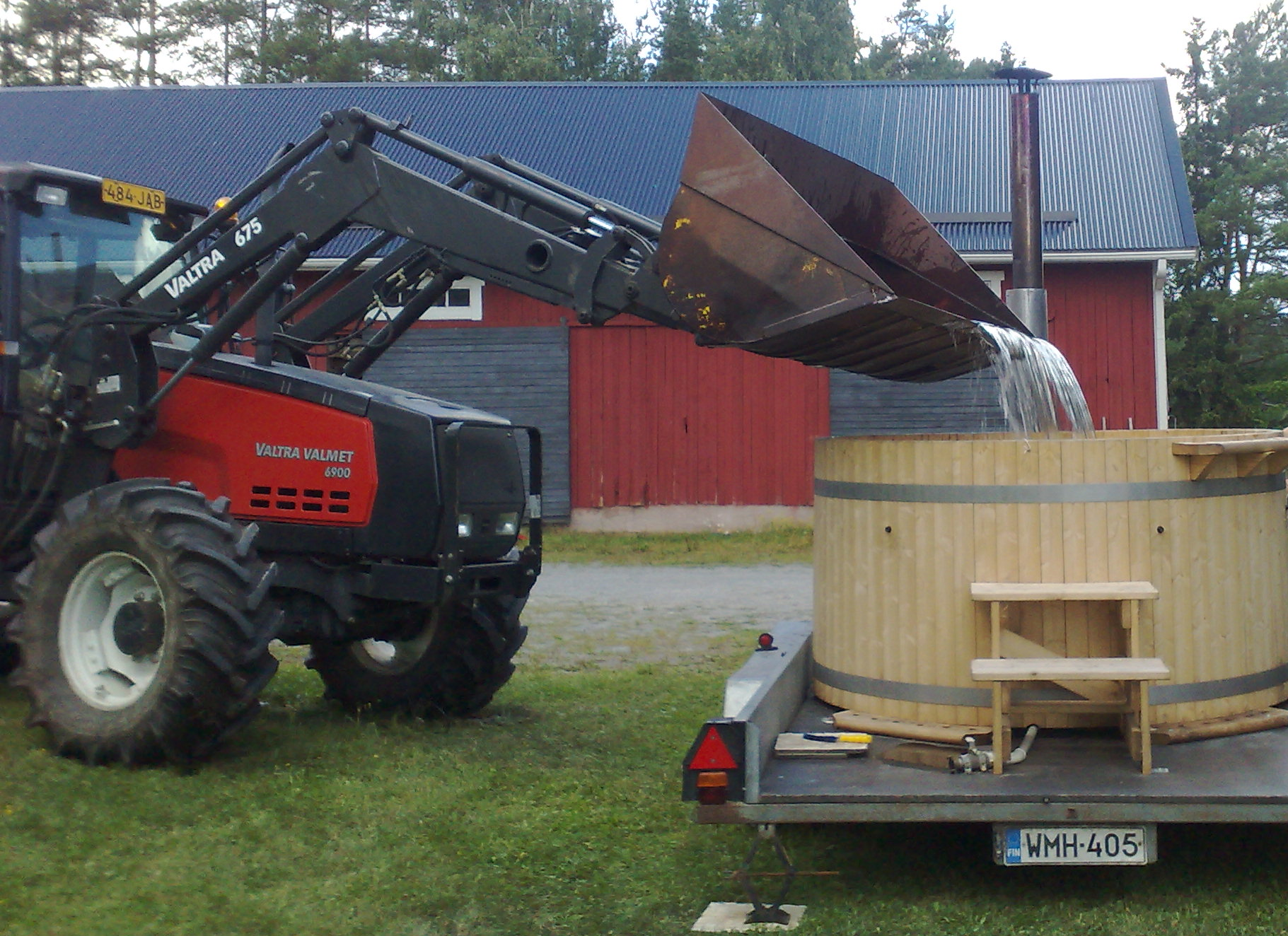
Ładowacz czołowy

Ładowacz czołowy – maszyna rolnicza (ładowacz) montowana do ramy na ciągnikach rolniczych, służąca do załadunku i wyładunku środków transportowych takich materiałów jak piasek, żwir, nawozy mineralne, wapno, obornik, buraki, ziemniaki. Służy również do prac transportowych w gospodarstwie.
W zależności od rodzaju wykonywanej pracy wymienia się chwytak na:
- czerpak materiałów sypkich,
- czerpak do kamieni,
- chwytak do bel owijanych folią,
- chwytak do obornika,
- chwytak do kłód,
- widły do obornika,
- widły do bel i kostek słomy i siana,
- widły do palet,
- ładowacz czołowy z euroramką i osprzętemwidły z krokodylem,
- skrzynia załadunkowa,
- szufle z krokodylem.

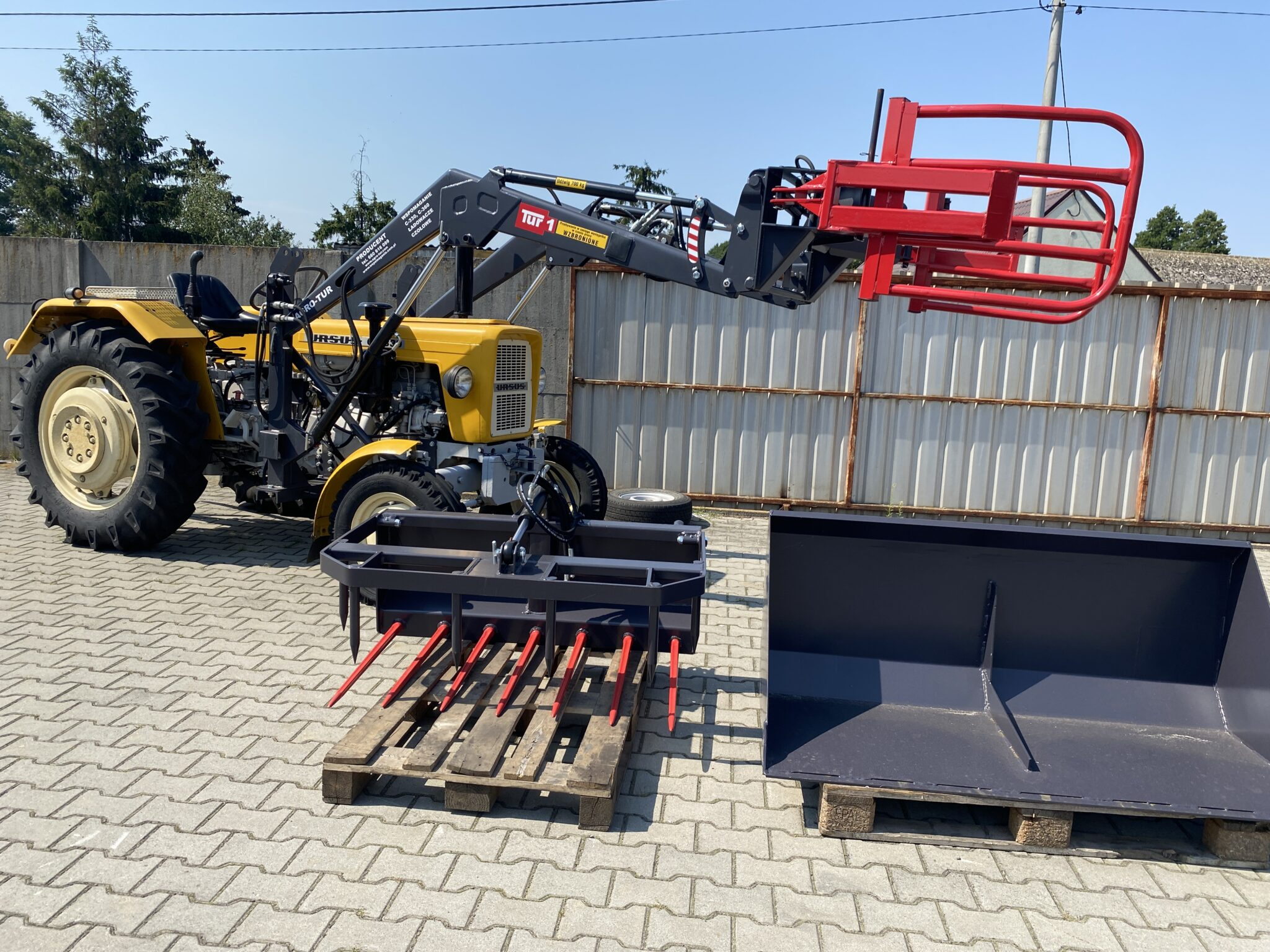
ładowacz czołowy z euroramką i osprzętem

Ładowacz czołowy może być stosowany zarówno do małych i mini ciągników jak Kubota, Iseki, Yanmar, Ursus, Zetor, ale również Fent, John Deere i inne. 
Udźwig ładowacza czołowego:
Udźwig ładowacza czołowego zaczyna się już od 500 kg.
Rodzaje ładowaczy czołowych:
Ładowacze czołowe można podzielić na kilka kategorii:
- Ilość sekcji:
  - ładowacz jednosekcyjny tzn. ładowacz na linkę jest to najprostsza maszyna, która pozwala tylko na podnoszenie ładowacza oraz wychylanie np. łyżki. Ładowacz ten nie ma możliwości regulacji wychyłu łyżki.
  - ładowacz dwusekcyjny: ładowacz ten jest wyposażony w dwie sekcje hydrauliki, które pozwalają na regulację wychyłu czerpaka do materiałów sypkich, wideł do obornika, czy wideł paletowych.
  - ładowacz trzysekcyjny: posiada 3 sekcje hydrauliczne, dodatkowa trzecia sekcja pozwala na użytkowanie takiego osprzętu jak łyżka dzielona, krokodyl, czy chwytak do balotów.
- Euroramka w ładowaczu czołowym:
  - Ładowacz czołowy może być wyposażony w euroramkę, czyli uniwersalne mocowanie, która pozwala na szybką wymianę osprzętu, poprzez haki umieszczone na osprzęcie do ładowaczy czołowych. Wymiary euroramki to: 1150 cm x355 cm x 1100 cm.[3]

Sterowanie ładowaczem czołowym:
Ładowacz czołowy może być sterowany joystickiem lub rozdzielaczem dźwigniowym dostosowanym do ilości sekcji np. rozdzielacz dźwigniowy dwudźwigniowy. 
Polscy producenci ładowaczy czołowych:
W Polsce głównymi producentami ładowaczy czołowych jest AGRO-TUR, Hydramet, Agromasz